# Gustav von Bunge
Gustav Piers Alexander von Bunge (* 7. Januarjul. / 19. Januar 1844greg. in Dorpat; † 5. November 1920 in Basel) war ein deutsch-baltischer Physiologe und Professor an der Universität Basel. Er erwartete 1887 von der Zukunft eine vitalistische Medizin.

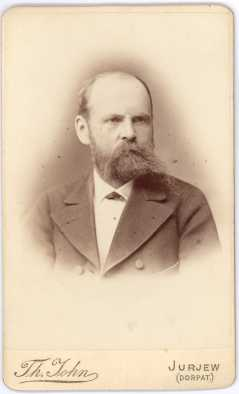
Gustav von Bunge

## Leben

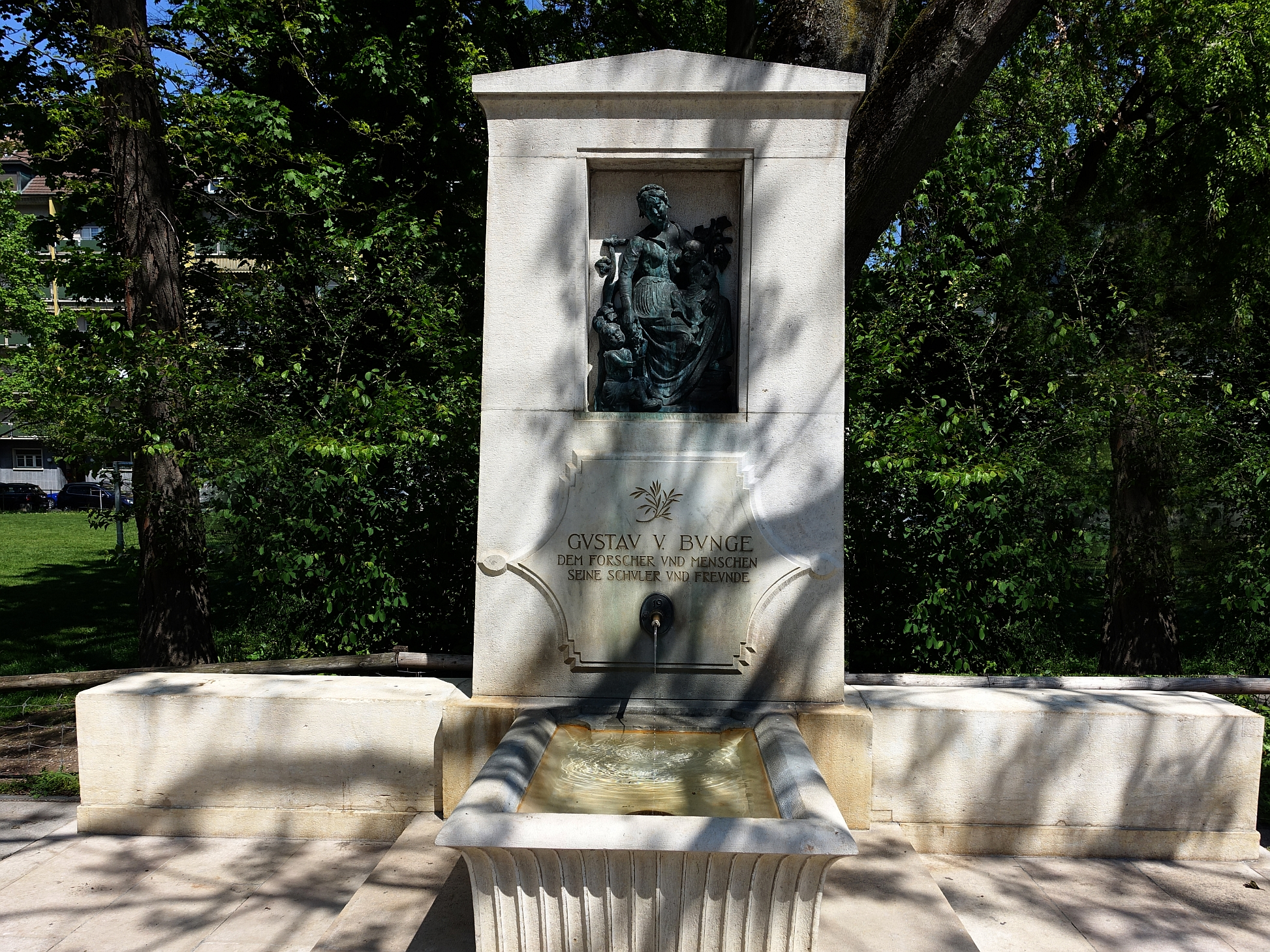
Brunnen

Gustav von Bunge wurde als Sohn der deutsch-baltischen Gelehrtenfamilie Bunge in Dorpat (damals Russland, heute Tartu, Estland) geboren. Sein Vater Alexander von Bunge war Forschungsreisender und Professor der Botanik an der Kaiserlichen Universität Dorpat. Gustavs Onkel Friedrich Georg war Rechtshistoriker und Professor in Dorpat. Gustavs Bruder Alexander war Arzt, Forschungsreisender und Zoologe. Zwischen 1886 und 1889 wurde die seit 1802 deutschsprachige Universität Dorpat kompromisslos russifiziert.

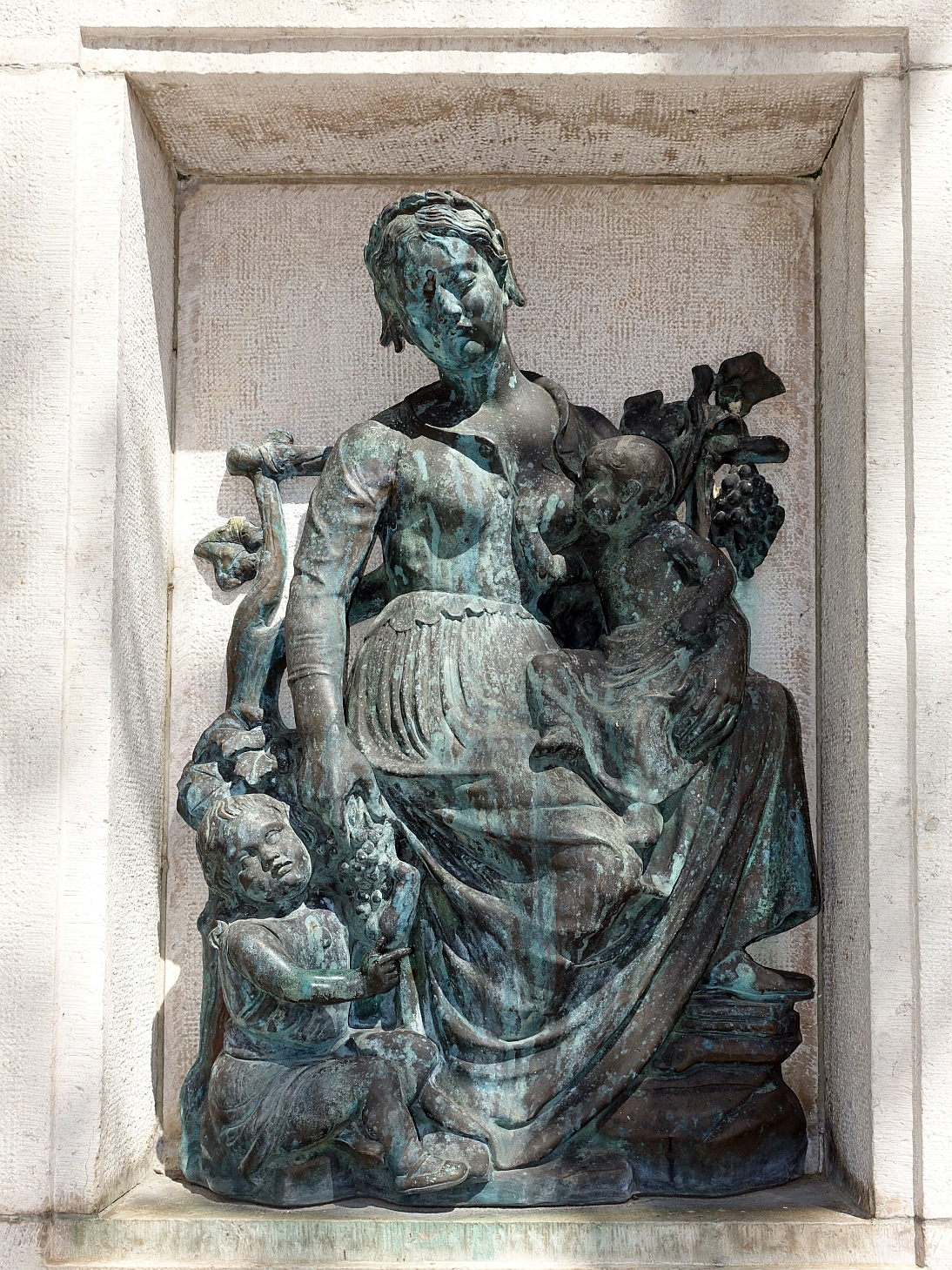
Brunnen Skulptur

Nach dem Studium von Chemie und Mathematik in Dorpat promovierte Gustav von Bunge 1874 und habilitierte sich für Physiologie. Nach dem Studium der Medizin in Straßburg und Leipzig promovierte er 1882 in Leipzig in Medizin. 1874 bis 1885 war er Dozent für Physiologische Chemie am Lehrstuhl für Physiologie der Medizinischen Fakultät der Universität Dorpat. 1885 wurde er außerordentlicher Professor, 1886 bis zu seinem Tod im Jahre 1920 ordentlicher Professor für physiologische Chemie an der Universität Basel. Seine Antrittsvorlesung Die Alkoholfrage am 23. November 1886, in der er sich gegen Alkoholkonsum und Alkoholproduktion aussprach, erregte Aufsehen und wurde in sechzehn Sprachen übersetzt. Sie bildete die Grundlage der wissenschaftlichen Abstinenzbewegung und der gesundheitsorientierten Alkoholpolitik. Den 1887 gedruckten Vortrag Die Alkoholfrage zog Gerhart Hauptmann 1889 bei der Konzeption seines Dramas Vor Sonnenaufgang heran und zitierte daraus im Dramentext. Im Oktober 1888 wurde Bunge zum Mitglied der Gelehrtenakademie Leopoldina gewählt.
Sein Interesse beschränkte sich nicht auf die Naturwissenschaften; Geschichte und Sozialwissenschaften beschäftigten ihn seit den Studentenjahren. So wurde er ein überzeugter Anhänger des amerikanischen Bodenreformers Henry George. Aus seinen Berechnungen über die Kosten der Alkoholproduktion schaltete er den traditionellen Produktionsfaktor Kapital aus, da dieses sich wieder auf die ursprünglichen Faktoren Boden und Arbeit zurückführen lasse.
1887 erschien die erste Auflage seines Hauptwerks Lehrbuch der physiologischen und pathologischen Chemie. Bunge (und sein Schüler Nikolai Lunin) gilt als Wegbereiter der Vitaminforschung. Als Sozialhygieniker war er im wissenschaftlichen Denken antimechanistisch. Er wandte sich gegen Zivilisationskrankheiten, setzte sich für das Frauenstudium ein und wurde durch seine Arbeiten zur Abstinenz und Milchforschung populär. 1890 wurde er Ehrenbürger von Basel.
Bei der Gründung der Internationalen Gesellschaft für Rassen-Hygiene am 22. Juni 1905 wurde Bunge (zusammen mit A. Weismann, A. Hegar und Ernst Haeckel) zum Ehrenmitglied gewählt.
Er starb am 5. November 1920 in Basel. Am 8. November 1920 wurde er auf dem Wolfgottesacker in Basel begraben. Sein Grab wird bis heute gepflegt.

## Trivia
Bunge war der Urheber der Annahme, Spinat wäre durch einen besonders hohen Eisengehalt dem Muskelaufbau förderlich. Allerdings bezog sich der von Bunge 1890 bestimmte Wert von 35 mg Eisen auf 100 g Spinatpulver und lag damit 10-mal höher als der Eisengehalt von frischem Spinat.

## Schriften (Auswahl)

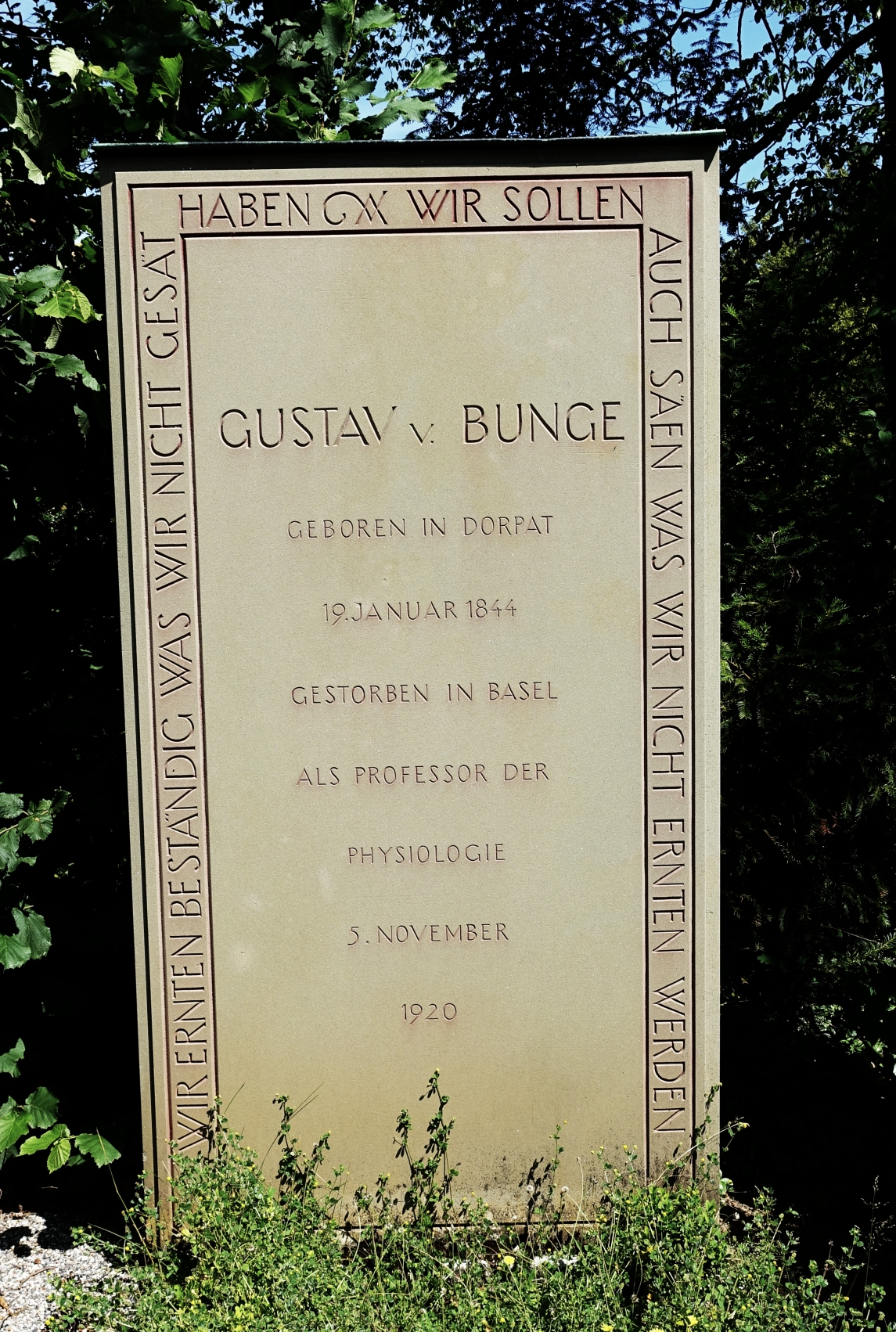
Grab auf dem Friedhof Wolfgottesacker

- Grab auf dem Friedhof WolfgottesackerUeber die Bedeutung des Kochsalzes und das Verhalten der Kalisalze im menschlichen Organismus Mattiesen, Dorpat 1873 (Digitalisierte Ausgabe der Universität Tartu).
- Der Kali-, Natron- und Chlorgehalt der Milch, verglichen mit dem anderer Nahrungsmittel und des Gesammtorganismus der Säugethiere. Mattiesen, Dorpat 1874 (Digitalisierte Ausgabe der Universität Tartu).
- Vitalismus und Mechanismus: Ein Vortrag. F. C. W. Vogel, Leipzig 1886. Vollständiges Digitalisat der HAAB Weimar
- Lehrbuch der physiologischen und pathologischen Chemie. F. C. W. Vogel, Leipzig 1887; 4. Auflage ebenda 1898 (Digitalisierte Ausgabe der Universitäts- und Landesbibliothek Düsseldorf).
- Die Alkoholfrage: Ein Vortrag.  F. C. W. Vogel, Leipzig 1887; zuletzt: Alkoholgegner-Verlag, Lausanne 1941 (Volltext).